# سيرجي بولياكوف
سيرجي بولياكوف (بالإنجليزية: Sergey Polyakov)‏ هو مهندس أمريكي، ولد في 3 مايو 1951 في خاركيف في أوكرانيا.